# Telxinoi (satélite)
Satélite natural
Telxinoe é um pequeno satélite natural do planeta Júpiter com apenas 2 km de diâmetro, assumindo um albedo de 0,04..
Telxinoe foi descoberto em 9 de fevereiro de 2003, por Scott S. Sheppard e Bret J. Gladman no Observatório Mauna Kea, no Havai.
Telxinoe é um membro do grupo Ananke, sendo portanto um satélite natural retrógrado como todas as luas que fazem parte deste grupo, girando ao redor de Júpiter na direção oposta da rotação do planeta. Sua órbita é excêntrica (elíptica ao invés de circular) e bastante inclinada em relação ao plano equatorial de Júpiter.
Telxinoe orbita Júpiter a uma distância de 21,2 milhões de quilómetros, levando cerca de 628 dias terrestres para completar uma órbita.
Telxinoe quando foi descoberta, foi originalmente chamada S/2003 J22, Telxinoe foi nomeada para uma das musas, que eram filhas de Zeus na mitologia grega, equivalente grego ao deus romano Júpiter.
Telxinoe significa charme em grego.